# Dolné Mladonice
Dolné Mladonice (em húngaro: Alsólegénd) é um município da Eslováquia, situado no distrito de Krupina, na região de Banská Bystrica. Tem 6,42 km² de área e sua população em 2018 foi estimada em 131 habitantes.

## Demografia
| Ano:        | 1994 | 2004    | 2014    | 2024   |
| ----------- | ---- | ------- | ------- | ------ |
| Broj ljudi: | 168  | 142     | 126     | 127    |
| Razlika:    |      | -15,47% | -11,26% | +0,79% |

| Ano:               | 2023 | 2024   |
| ------------------ | ---- | ------ |
| Número de pessoas: | 132  | 127    |
| Diferença:         |      | -3,78% |